# Centro de Restauración de Bienes Muebles de Cataluña

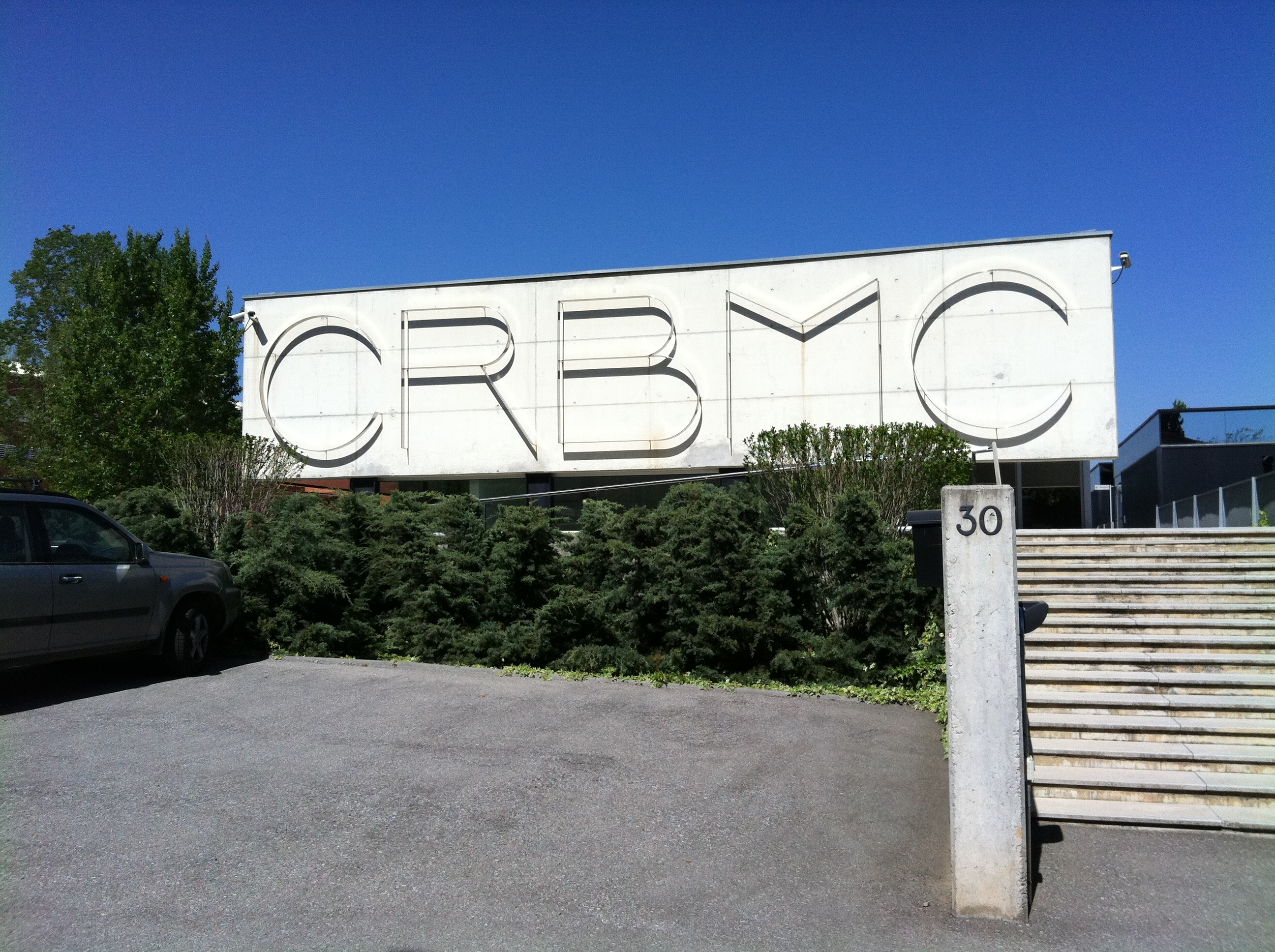
Entrada al Centro de Restauración de Bienes Muebles de Cataluña.

El Centro de Restauración de Bienes Muebles de Cataluña CRBMC (en idioma catalán: Centre de Restauració de Béns Mobles de la Generalitat de Catalunya) es un centro dedicado a la conservación y restauración de los bienes que conforman el patrimonio cultural mueble catalán, como son los materiales arqueológicos y etnológicos, las esculturas en piedra o madera, la pintura mural y la pintura sobre tabla o sobre tela, entre otros. Este centro se encuentra ubicado muy cerca de la estación de Valldoreix, entidad de población que pertenece al municipio de San Cugat del Vallés (Barcelona). Su uso está abierto a los profesionales independientes. La actual directora es Àngels Solé.

## Historia

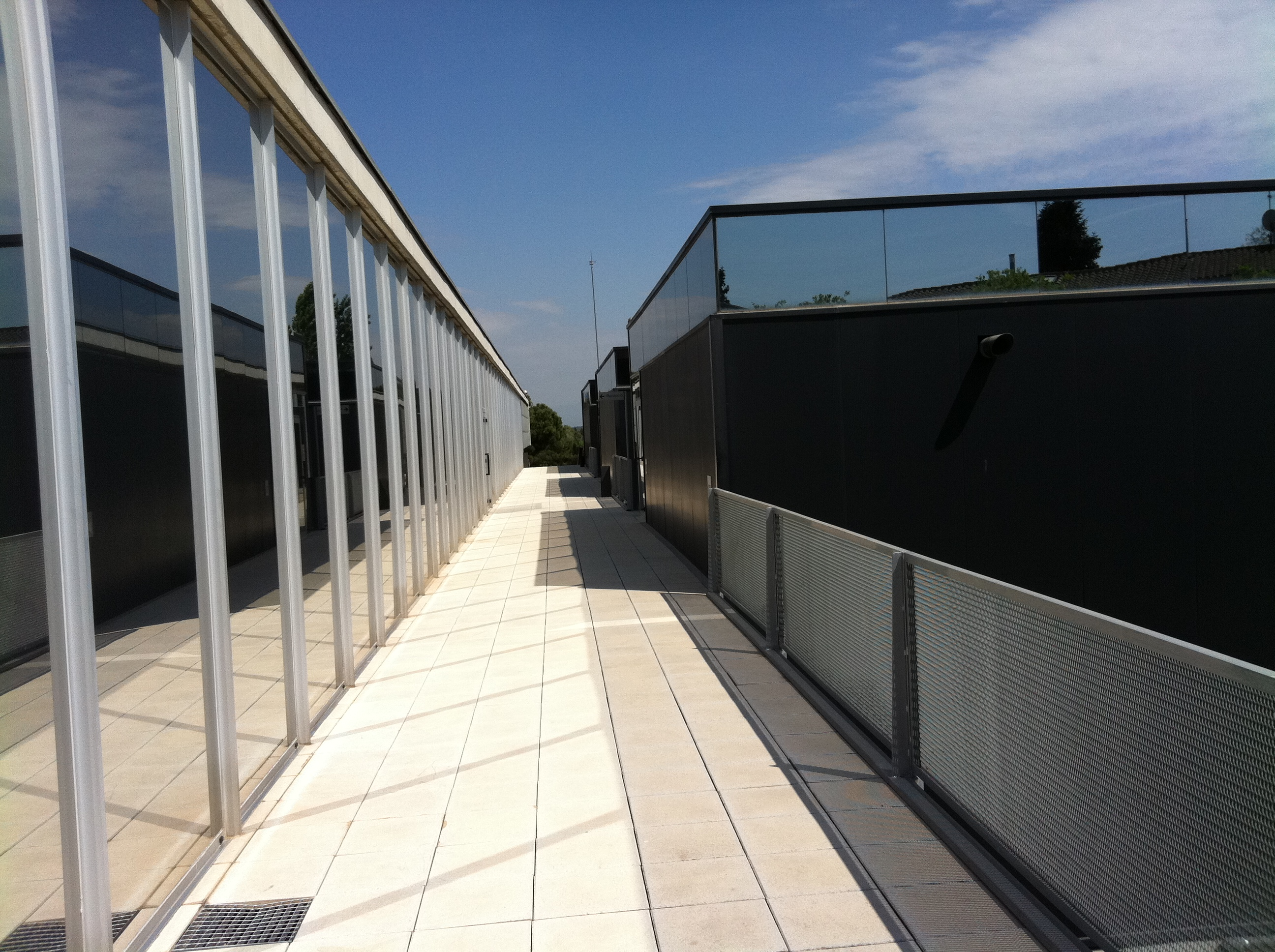
Pasadizo de entrada al Centro.

El primer taller de restauración oficial se creó en 1932, en servicio de la Generalidad republicana. Se encontraba ubicado en el Museo de Arte de Cataluña, en el actual MNAC. Se creó de acuerdo con una propuesta de Manuel Grau, becario de la Junta de Museos, quien había visto talleres similares en un viaje a Italia. Durante el periodo franquista, las tareas de restauración se repartieron entre el Museo de Arte y el Museo de Arqueología de Barcelona.
No fue hasta 1980, una vez restablecida la democracia, que el Gobierno de la época decidió crear una Sección de Conservación dependiente del Servicio de Museos. Un año después, en 1981, la Generalidad de Cataluña instauró el Servicio de restauración de Bienes Muebles en unas dependencias del claustro del Monasterio de Sant Cugat, lugar que ocuparía durante unos veinte años, hasta 2002. La nueva y actual sede en Valldoreix se inauguró oficialmente el 19 de mayo de 2003 y el coste de su construcción ascendió a cinco millones de euros.
Una de las intervenciones más destacadas que se han hecho recientemente (2010), ha sido la restauración de El gran día de Gerona, de Ramón Martí Alsina. Así como también se está llevando a cabo una intervención sobre la obra El Puerto de Barcelona, de Eliseu Meifrèn y el Tapiz de la Creación.
Actualmente es uno de los centros de referencia de todo el estado Español, promoviendo iniciativas como la publicación herramientas para realizar informes gráficos estandarizados.

## Servicios y publicaciones
El centro dispone de herramientas para elaborar fotografías de gran formato, radiografías y análisis fisicoquímicos, entre otros. También tiene una biblioteca especializada, así como una hemeroteca y videoteca, participa en la organización de conferencies, cursos, seminarios y talleres. El centro publica periódicament la revista Rescat, disponible en línea.